# Virtua Tennis 3
Virtua Tennis 3 (Power Smash 3 en Japón) es la segunda secuela de la franquicia de juego de tenis de Sega, Virtua Tennis. La versión arcade del juego está potenciada para PC basada en el sistema arcade Sega Lindbergh. Las otras versiones para PC, Xbox 360, PlayStation Portable y PlayStation 3 están también disponibles con una tradicional colección de minijuegos de tenis que son conocidas por las versiones de casa de Virtua Tennis en Dreamcast, PlayStation 2, Game Boy Advance y PlayStation Portable.
También, como se había anunciado en la SEGA Private Show 2005, el juego ha salido para las máquinas recreativas, con un precio de aproximadamente un dólar estadounidense.
El juego presenta tres opciones: "Challenge Tour", "Tournament Tour", y "Training Tour".
Hay 13 jugadores masculinos, como Roger Federer, Rafael Nadal, Lleyton Hewitt, James Blake, David Nalbandian, Tommy Haas, entre otros.

## Jugadores
| Hombres - Roger Federer - Rafael Nadal - Lleyton Hewitt - Andy Roddick - Tim Henman - James Blake - Tommy Haas - Sébastien Grosjean - Mario Ančić - Juan Carlos Ferrero - David Nalbandián - Taylor Dent - Gael Monfils | Mujeres - María Sharápova - Venus Williams - Martina Hingis - Lindsay Davenport - Nicole Vaidišová - Daniela Hantuchová - Amélie Mauresmo | Secretos - Duke - King |

## Canchas
Grand Slams
- Torneo de Australia - Melbourne - Dura
- Copa de Francia - París - Tierra batida
- Clásico de Tenis de Inglaterra - Londres - Hierba
- Súper Tenis EE. UU. - Nueva York - Dura

Torneos Especiales
- Final del SPT - Crucero - Dura
- Rey de los Jugadores - Praga - Bajo Techo

Torneos de Clase Mundial
- Abierto de Dusseldorf - Düsseldorf - Hierba
- Abierto de Barcelona - Barcelona - Tierra batida
- Abierto de Milán - Milán - Dura
- Abierto de Vancouver - Vancouver - Hierba
- Pista Cubierta Los Ángeles - Los Ángeles - Bajo Techo
- Pista Dura Shanghái - Shanghái - Dura

Torneos Ventaja
- Torneo Ventaja Italia - Milán - Dura
- Torneo Ventaja Alemania - Düsseldorf - Hierba
- Torneo Ventaja España - Barcelona - Tierra batida
- Torneo Ventaja Canadá - Vancouver - Hierba
- Torneo Ventaja China - Shanghái - Dura
- Torneo Ventaja Japón - Tokio - Bajo Techo

Torneos de Aspirantes
- Aspirantes I - Dubái - Dura
- Aspirantes II - Buenos Aires - Tierra batida
- Aspirantes III - Moscú - Bajo Techo
- Aspirantes IV - Phuket - Dura
- Aspirantes V - Casablanca - Tierra batida
- Aspirantes VI - Ciudad del Cabo - Dura
- Aspirantes VII - Costa Dorada - Dura

Solo para uso en el modo Campeonato Mundial (no disponible para partidos)
- Academia de Tenis - San Francisco - Dura

- Datos: Q2604206